# Amedegnatiana
Amedegnatiana is een geslacht van rechtvleugeligen uit de familie sabelsprinkhanen (Tettigoniidae). De wetenschappelijke naam van dit geslacht is voor het eerst geldig gepubliceerd in 2011 door Massa & Fontana.

## Soorten
Het geslacht Amedegnatiana  is monotypisch en omvat slechts de volgende soort:
- Amedegnatiana vicheti (Delmas & Rambier, 1950)